# Джексон, Хендрик
Хе́ндрик Дже́ксон (нем. Hendrik Jackson; род. 8 июня 1971, Дюссельдорф) — немецкий поэт, эссеист и переводчик.

## Биография
Хендрик Джексон родился в 1971 году в Дюссельдорфе, вырос в Мюнстере. В Берлине изучал киноведение, философию и славистику. Будучи студентом, шесть месяцев провёл в Санкт-Петербурге в рамках студенческого обмена.
Поэт, переводчик, прозаик, литературный критик, sound artist, специалист в области русской поэзии и культуры, организатор литературных чтений.
Инициатор создания театральной группы Lemma. Инициатор Berliner Lyrikspartakiade (Берлинской поэтической спартакиады), клуба Komsomolzentraene (Слеза комсомолки) и Liaison fuer ahnungsvolle Umtriebe (Союз пророческих махинаций). Редактор литературной онлайн-странички lyrikkritik.de, в качестве которого он вместе с берлинским Домом Поэзии проведет в 2018 и 2019 году академические семинары для критиков поэзии.
Лауреат многих литературных премий. Публиковался во многочисленных литературных журналах, его поэзия переведена на более чем двадцать языков мира.
Хендрик Джексон может считаться признанным экспертом в изучении, популяризации и распространении в Европе русской поэзии. Он перевел на немецкий язык стихи Дмитрия Веневитинова, Марины Цветаевой, Алексея Парщикова, Марии Степановой, Виктора Iваніва, Дмитрия Драгилёва, воспитал в России поэтических наследников и нашел единомышленников, проводил воркшопы по «творческому письму» и был арбитром в дуэли переводчиков.
Его поэтика оснащена особенной оптикой и настройками, которые сродни инструментарию метареализма.
Алексей Парщиков писал о Хендрике Джексоне:
В Германии я встретился с поэтом и переводчиком Хендриком Джексоном, он перевёл Цветаеву, самого косноязычного и эллипсного поэта, чей язык полон зияний и импульсов возникновения здесь и сейчас, запусков и возвращений в исходное положение. Хендрик Джексон не «поточный» переводчик, он выбирает голоса, резонирующие с его собственной поэзией. Поэт у Хендрика присутствует как действующее лицо. Это немного другое, чем лирическое «я», это скорее дистанцированное «я», с иронией относящееся к преувеличению собственной мощи. Поэт исследует найденное слово, примеряет его, подвергает филологическому обыску, точнее экзаменует и сам же подчиняется его интенции, его предпочтениям, открывающим следующее слово, к которому отсылает предыдущее. Получается сбивчивая речь, с отступлениями, со смыслами, заключёнными в скобки, маркировкой тупиков и остановками на поворотах. Цепь этих событий напряжена, иногда некогда перевести дыхание, стихотворение движется толчками, рисуя тему. Джексона отличает высокая препятственная организация формы.
По-русски у Джексона в 2015 году вышла книга «Манекены» (Волго-Вятский филиал ГЦСИ, 2015). Его стихи можно найти на сайте lyrikline (https://www.lyrikline.org/de/) ,в «Журнальном Зале» (http://magazines.gorky.media/authors/d/dzhekson/), а также на Новой литературной карте России (http://www.litkarta.ru/projects/vozdukh/issues/2016-2/jackson/). Некоторые переводы стихотворений Алексея Парщикова из книги Erdöl/Нефть (Kookbooks, 2010) находятся на сайте http://parshchikov.ru/perevody-hendrik-jackson.
Последние книги в Германии: «sein gelassen» (Berlin, 2016), Panikraum (Berlin, 2018)

## Награды и премии
- Премия имени Алексея Парщикова (2019), первый Международный фестиваль им. А.Парщикова «Дирижабль», Берлин.
- Международная отметина имени отца русского футуризма Давида Бурлюка[2]
- 2013 и 2016: Рабочая стипендия Сената Берлина
- 2008: Поощрительная премия имени Гёльдерлина от города Бад-Хомбург-фор-дер-Хёэ
- 2007: Поощрительная премия имени Ханса Эрика Носсака
- 2005: Поощрительная премия имени В. Вайрауха на фестивале «Литературный март» (Дармштадт)
- 2004: премия Общества по содействию культурной работе в Вестфалии (de:Gesellschaft zur Förderung der westfälischen Kulturarbeit)
- 2002: стипендия имени Бринкмана от города Кёльн